# Винарски подрум (Ореовица)
Винарски подрум у Ореовици је настао 1946. године после Другог светског рата.

## О винарском подруму
Село Ореовица је било у 20. веку једно од познатих села у Браничевском округу и шире.Село је било познато по виноградима, ретко које домаћинство није имало свој (породични) виноград. На захтев тадашњих виноградара, изграђен је Винарски подрум, а о његовом постанку постоје писана документа.
Одмах после Другог светског рата одлучено је да се Винарски подрум гради у Ореовици због винске карте по традицији, а и због великих површина под виноградима. Подрум је почео да се прави 1946. године. Изабран је пропланак на крају села, према Жабарима.
Винарски подрум је производио вина и ракије, а тек 1976. гонине почела је производња безалкохолних пића, пастеризованих сокова (боровница, јабука, дуња, грожђа, вишања, јагода и др.) и газираних напитака од наранџе и лимуна. Сокови су били високог квалитета. Називали су их Ореовачки сокови или тј. скраћено Ор-сокови. Технологија производње се мењала из године у годину и постојала је све боља и боља. Уведена је модерна технологија у преради грожђа и шљиве, чиме у добијени висококвалитетни производи вина и недалеко познате шљивовице.

## Врсте вина
Познатија вина била су: бисерка, београд-бар, смедеревка, хамбург, прокупац, ризлинг, семијон и ружица.
Бисерка и смедеревка освојили су титулу златног победника Београда и златну плакату "Београд 70". Касније се све више смањује производња вина и ракије, а повећава производња сокова. 1986.године ореовачки сокови добили су златну медаљу "Скендерија 86" у Сарајеву.
Винарски подрум не ради од 2004. године, о њему данас нико не води рачуна и самим тим зграда пропада.